# ورنر فن تراپ
ورنر وان ترپ (انگلیسی: Werner von Trapp؛ ۲۱ دسامبر ۱۹۱۵ – ۱۱ اکتبر ۲۰۰۷) یک خواننده اهل اتریش بوده است.